# Lahaymeix
Lahaymeix est une commune française située dans le département de la Meuse, en région Grand Est.

## Géographie

### Hydrographie
La commune est traversée par la ligne de partage des eaux entre les bassins versants de la Meuse et de la Seine au sein respectivement du bassin Rhin-Meuse et du bassin Seine-Normandie. Elle est drainée par le ruisseau de Marcaulieu, le ruisseau de St-Germain et le ruisseau de Louvent,.

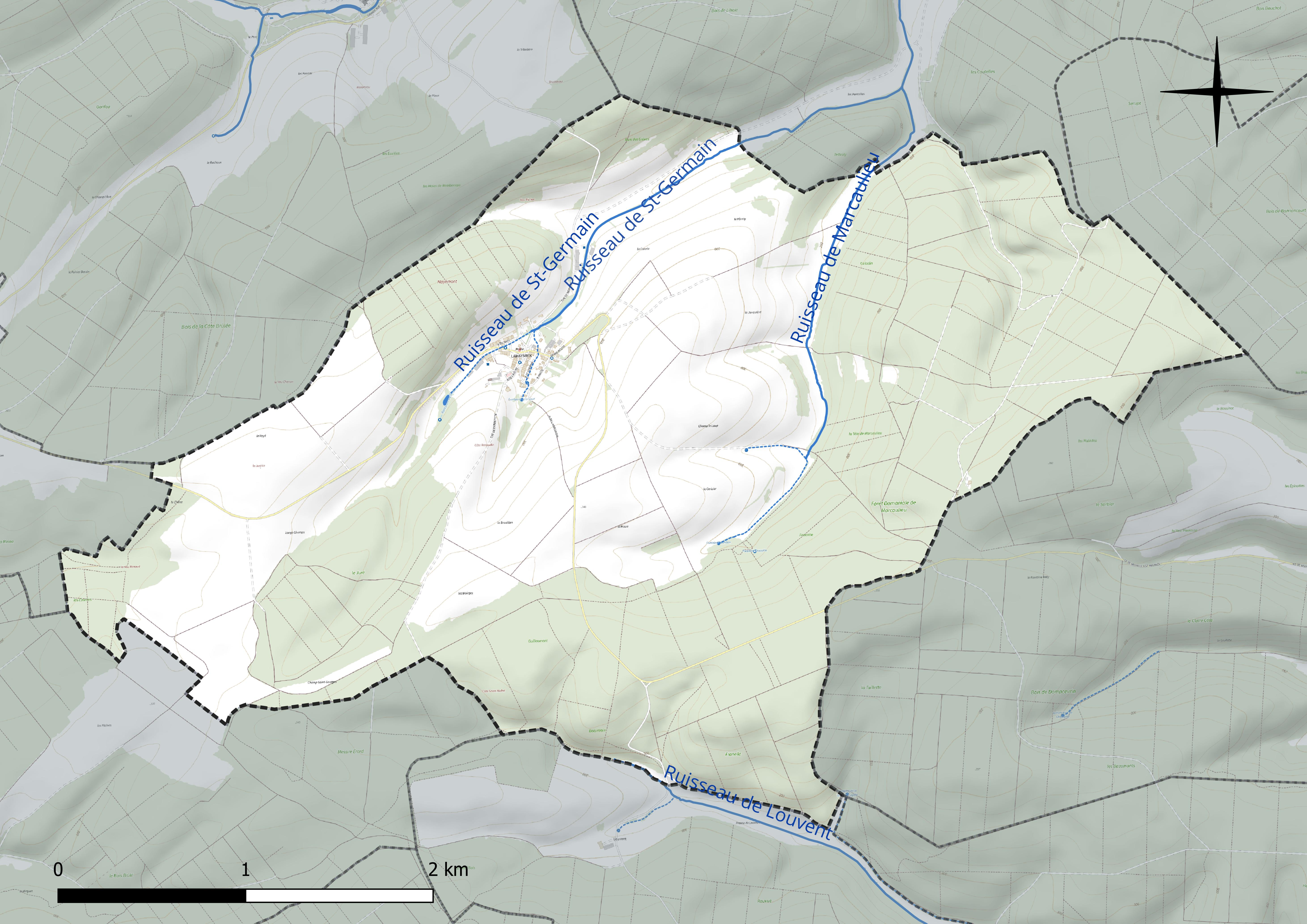
Réseau hydrographique de Lahaymeix.

### Climat
Pour des articles plus généraux, voir Climat du Grand Est et Climat de la Meuse.
En 2010, le climat de la commune est de type climat de montagne, selon une étude du Centre national de la recherche scientifique s'appuyant sur une série de données couvrant la période 1971-2000. En 2020, Météo-France publie une typologie des climats de la France métropolitaine dans laquelle la commune est exposée à un climat océanique altéré et est dans la région climatique  Lorraine, plateau de Langres, Morvan, caractérisée par un hiver rude (1,5 °C), des vents modérés et des brouillards fréquents en automne et hiver. 
Pour la période 1971-2000, la température annuelle moyenne est de 9,5 °C, avec une amplitude thermique annuelle de 16 °C. Le cumul annuel moyen de précipitations est de 1 032 mm, avec 14,2 jours de précipitations en janvier et 9,9 jours en juillet. Pour la période 1991-2020, la température moyenne annuelle observée sur la station météorologique de Météo-France la plus proche, « Chaumont_sapc », sur la commune de Chaumont-sur-Aire à 11 km à vol d'oiseau, est de 10,8 °C et le cumul annuel moyen de précipitations est de 850,0 mm. 
La température maximale relevée sur cette station est de 41,1 °C, atteinte le 25 juillet 2019 ; la température minimale est de −15,5 °C, atteinte le 20 décembre 2009,,. 
Les paramètres climatiques de la commune ont été estimés pour le milieu du siècle (2041-2070) selon différents scénarios d'émission de gaz à effet de serre à partir des nouvelles projections climatiques de référence DRIAS-2020. Ils sont consultables sur un site dédié publié par Météo-France en novembre 2022.

## Urbanisme

### Typologie
Au 1er janvier 2024, Lahaymeix est catégorisée commune rurale à habitat très dispersé, selon la nouvelle grille communale de densité à sept niveaux définie par l'Insee en 2022.
Elle est située hors unité urbaine et hors attraction des villes,.

### Occupation des sols
L'occupation des sols de la commune, telle qu'elle ressort de la base de données européenne d’occupation biophysique des sols Corine Land Cover (CLC), est marquée par l'importance des forêts et milieux semi-naturels (57,3 % en 2018), une proportion sensiblement équivalente à celle de 1990 (57,6 %). La répartition détaillée en 2018 est la suivante : 
forêts (57,3 %), terres arables (33,3 %), zones agricoles hétérogènes (6 %), prairies (3,4 %). L'évolution de l’occupation des sols de la commune et de ses infrastructures peut être observée sur les différentes représentations cartographiques du territoire : la carte de Cassini (XVIIIe siècle), la carte d'état-major (1820-1866) et les cartes ou photos aériennes de l'IGN pour la période actuelle (1950 à aujourd'hui).

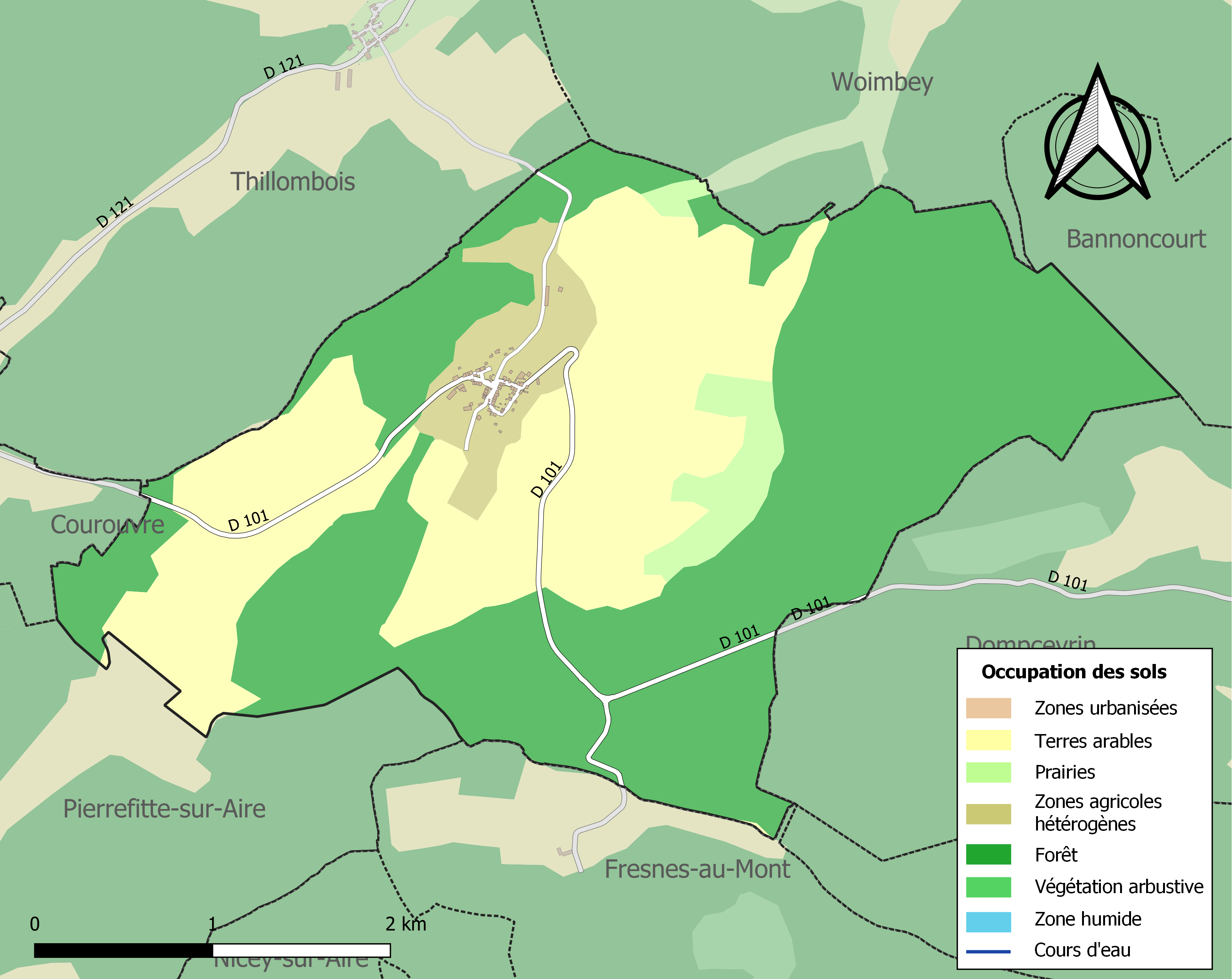
Carte des infrastructures et de l'occupation des sols de la commune en 2018 (CLC).

## Toponymie
Le mot meix est attesté au XIIe siècle en français sous la forme meis « terrain attenant à une maison, jardin » , puis meix au XIIIe siècle (Cartulaire de Commercy ds Du Cange, s.v. messes). Il s'agit d'un mot du quart Nord-Est (sud de la Wallonie, Champagne, Lorraine, Franche-Comté, Bourgogne). 
Les lexicographes et historiens de la langue font remonter l'élément meix au gallo-roman MA[N]SU, lui-même du latin mansum signifiant « maison, ferme, domaine ». Cet étymon est semblable à celui  du mot français manse « propriété rurale importante donnée en fief », emprunt savant et tardif (début XVIIIe siècle) au latin médiéval mansus « demeure, maison ; unité d'exploitation rurale ; tenure domaniale ». Mansus est devenu mé ou mi et se place en finale dans le Nord et l'Est de la France. 
Un meix est aussi précisément une « habitation rurale avec dépendances et attenante à un jardin ou verger » (Bertrand, Gaspard, 1841, p. 53). Parfois l'ancien village a subsisté, directement entouré de ses clos, comme le village bourguignon associe dans ses meix la maison à son jardin (Meynier, Paysages agraires, 1958, p. 56).
Les lexicographes et historiens de la langue font remonter l'élément meix au gallo-roman MA[N]SU, lui-même du latin mansum signifiant « maison, ferme, domaine ».

## Politique et administration

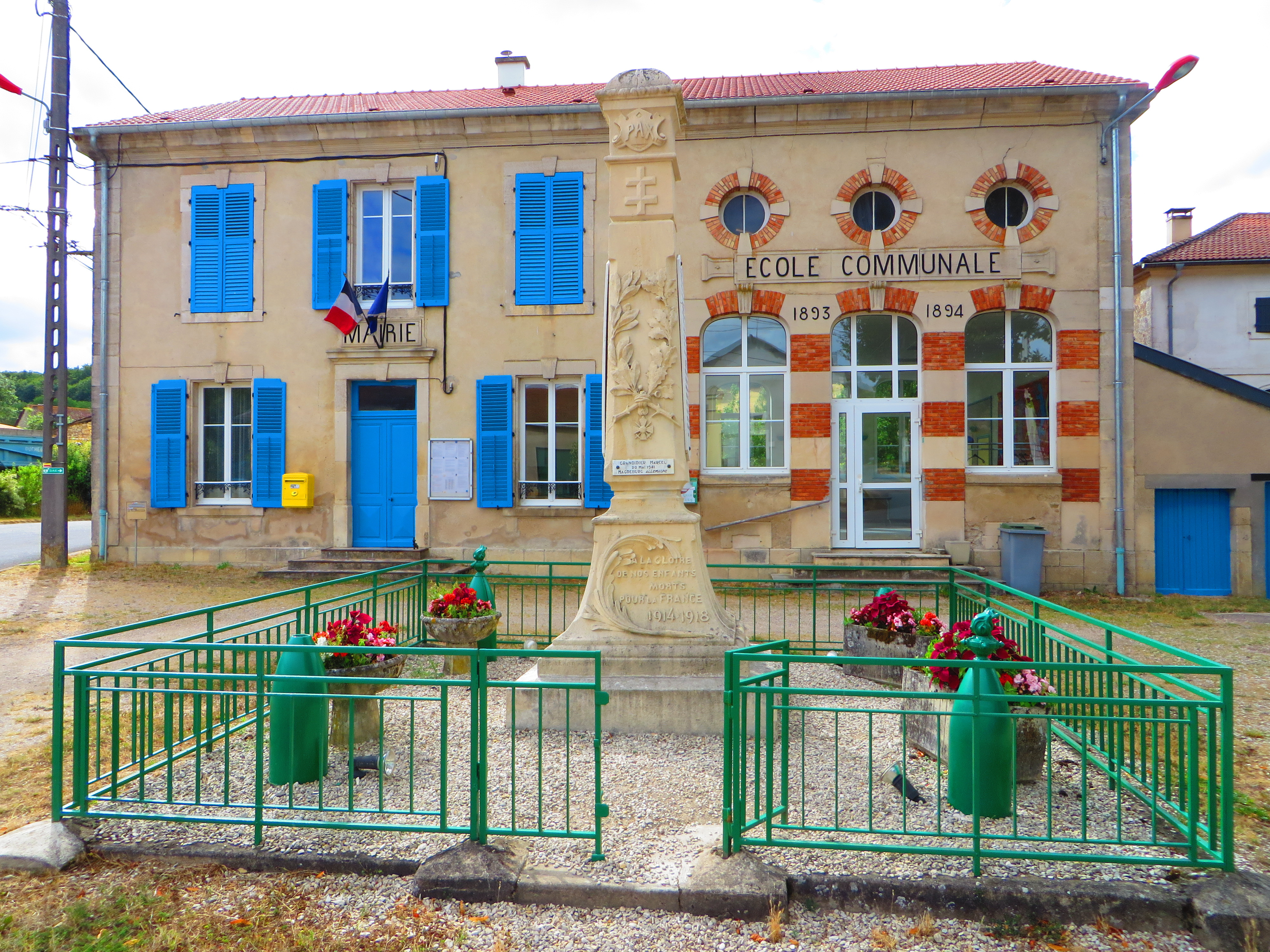
La mairie.

| Période                                  | Période  | Identité                                       | Étiquette | Qualité |
| ---------------------------------------- | -------- | ---------------------------------------------- | --------- | ------- |
| Les données manquantes sont à compléter. |          |                                                |           |         |
| mars 1960                                | 1977     | Jean Simon                                     |           |         |
| mars 1977                                | 2001     | Michel Coyen                                   |           |         |
| mars 2001                                | En cours | Raymond Leclerc Réélu pour le mandat 2020-2026 |           |         |

## Population et société

### Démographie
L'évolution du nombre d'habitants est connue à travers les recensements de la population effectués dans la commune depuis 1793. Pour les communes de moins de 10 000 habitants, une enquête de recensement portant sur toute la population est réalisée tous les cinq ans, les populations de référence des années intermédiaires étant quant à elles estimées par interpolation ou extrapolation. Pour la commune, le premier recensement exhaustif entrant dans le cadre du nouveau dispositif a été réalisé en 2005.

En 2022, la commune comptait 76 habitants, en évolution de −1,3 % par rapport à 2016 (Meuse : −4,4 %, France hors Mayotte : +2,11 %).
| 1793 | 1800 | 1806 | 1821 | 1831 | 1836 | 1841 | 1846 | 1851 |
| ---- | ---- | ---- | ---- | ---- | ---- | ---- | ---- | ---- |
| 290  | 279  | 324  | 326  | 339  | 339  | 347  | 333  | 321  |

| 1856 | 1861 | 1866 | 1872 | 1876 | 1881 | 1886 | 1891 | 1896 |
| ---- | ---- | ---- | ---- | ---- | ---- | ---- | ---- | ---- |
| 314  | 333  | 320  | 315  | 335  | 321  | 308  | 277  | 245  |

| 1901 | 1906 | 1911 | 1921 | 1926 | 1931 | 1936 | 1946 | 1954 |
| ---- | ---- | ---- | ---- | ---- | ---- | ---- | ---- | ---- |
| 228  | 220  | 205  | 152  | 152  | 141  | 119  | 108  | 109  |

| 1962 | 1968 | 1975 | 1982 | 1990 | 1999 | 2005 | 2006 | 2010 |
| ---- | ---- | ---- | ---- | ---- | ---- | ---- | ---- | ---- |
| 108  | 90   | 70   | 70   | 72   | 78   | 89   | 94   | 90   |

| 2015 | 2020 | 2022 | - | - | - | - | - | - |
| ---- | ---- | ---- | - | - | - | - | - | - |
| 79   | 74   | 76   | - | - | - | - | - | - |

## Culture locale et patrimoine

### Lieux et monuments

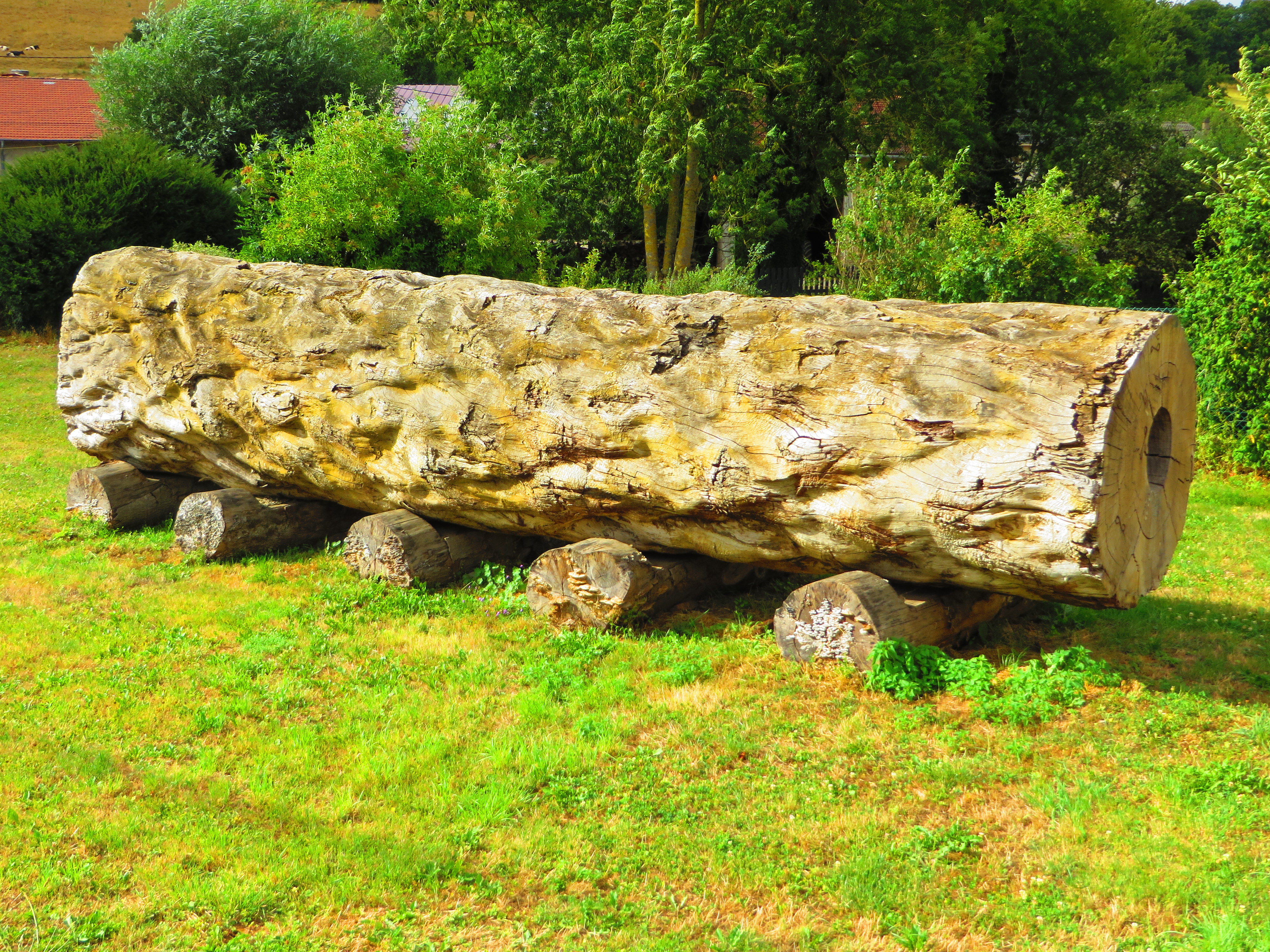
Les frères Chapuisat, La chambre forte, Vent des forêts 2011.

- L'église Saint-Germain, construite en 1725 sur une ancienne maison forte.
- Vent des Forêts : la forêt communale de Lahaymeix accueille une trentaine d’œuvres sur ses sentiers, parmi les 90 visibles sur le territoire. Elles sont à découvrir en parcourant les circuits de Marcaulieu, de Louvent et du Court circuit.

### Personnalités liées à la commune
- Pauline Sanzey (1990-), journaliste sportive, y a vécu;

### Héraldique, logotype et devise
| Blason de Lahaymeix | Blason  | D'azur à l'étoile à six rais d'argent surmontée d'un chevronel d'or et soutenue d'une fasce palissée du même ; au chef de gueules à la rencontre de loup senestré d'une tête d'Éole le tout d'or. |
| Blason de Lahaymeix | Détails | Armoiries composées par R.A. Louis et mises à disposition de la commune en juin 2013. |